# Saint-Pierre-Bois
Saint-Pierre-Bois es una localidad y comuna francesa, situada en el departamento de Bajo Rin en la región de Alsacia.

## Demografía
| 453 | 465 | 440 | 501 | 522 | 606 |
| Para los censos de 1962 a 1999 la población legal corresponde a la población sin duplicidades (Fuente: INSEE [Consultar]) |     |     |     |     |     |

## Patrimonio
- Iglesia de Saint-Gilles
- Capilla
- Maison des Suédois